# 饼店车辆基地
饼店车辆基地（：／ Byeongjeom Charyang Saeopso */?）是韩国铁道公社位于京畿道华城市和乌山市的一座车辆基地，在饼店基地线旁，北接饼店站，南接西东滩站。这个车辆段主要用于首都圈电铁1号线的5000系和国铁200000系列车的修理维护和停放。